# Clupeosoma laniferalis
Clupeosoma laniferalis là một loài bướm đêm trong họ Crambidae.